# Phyllium siccifolium
Phyllium siccifolium là một loài côn trùng trong bộ Phasmatodea, họ Bọ lá. Loài này được Linnaeus mô tả khoa học đầu tiên năm 1758.